# Adolphe Georges Guéroult
Pour les articles homonymes, voir Guéroult.
Adolphe Georges Guéroult, né le 29 janvier 1810 à Radepont et mort le 21 juillet 1872 à Vichy, est un journaliste, homme de lettres et homme politique français.

## Biographie
Adolphe Guéroult est le fils d'un manufacturier de la vallée de l'Andelle. Fervent adepte des doctrines saint-simoniennes, Guéroult écrivit dans les journaux de l’école.
Sous la Monarchie de Juillet, il est correspondant en Italie et en Espagne pour le Journal des Débats. Il est spécialisé dans les questions financières. En 1842, François Guizot le nomme consul de France à Mazatlán, au Mexique, puis à Iași.

Sous la Deuxième république, il dirige deux journaux, La République et Le Crédit. Plus tard, sous le Second Empire, après avoir été collaborateur et directeur de la Presse, il obtint, en 1859, l’autorisation de fonder un nouveau journal politique, l'Opinion nationale, qui devint un des principaux organes de la démocratie sous le second Empire (avant d'être supprimée par la Commune en avril 1871), et fit entrer le rédacteur en chef au Corps législatif, en 1863, comme candidat de l’opposition anticléricale. Il appartient alors à l'aile gauche du bonapartisme, démocrate et anticléricale, dirigée par le Prince Napoléon, cousin de Napoléon III. En 1869, il est battu aux élections législatives par le républicain Jules Ferry. 
Chef de bureau au Crédit mobilier de France des frères Pereire dès sa fondation, il rallie la République après 1870, rompant ainsi avec le Prince Napoléon.
Il a publié plusieurs écrits sur des questions politiques et sociales, et un recueil d’Études de politique et de philosophie religieuse (1862, in-18).

## Sources
- Jules Claretie, Histoire de la Révolution de 1870-1871, 1877, t. 2, p. 354-355
- Gustave Vapereau, Dictionnaire universel des littératures, Paris, Hachette, 1876, p. 950
- « Adolphe Georges Guéroult », dans Adolphe Robert et Gaston Cougny, Dictionnaire des parlementaires français, Edgar Bourloton, 1889-1891 [détail de l’édition]